# Малая белая цапля
Малая белая цапля, или чепура-нужда (лат. Egretta garzetta) — среднего размера болотная птица семейства цаплевых, широко распространённая в тёплом климате восточного полушария. В России гнездится в степной зоне Европейской части страны — чаще всего по эстуариям крупных рек. Обычный, местами даже многочисленный вид. На Украине встречается в приэстуарных болотных массивах рек, впадающих в Азовское и Чёрное море.
Внешне похожа на большую белую цаплю, отличаясь от неё меньшими размерами, удлинёнными перьями на затылке и груди, и деталями окраски клюва и ног (см. описание). Держится вблизи различных водоёмов со стоячей или проточной водой; населяет пойменные леса в долинах рек, мелководные озёра с заросшими берегами, болота, заливные рисовые поля. Не боится человека и часто встречается возле жилья и на пастбищах. Гнездится колониями, часто совместно с бакланами или другими цаплями. Питается в основном мелкой рыбой, а также насекомыми, лягушками, улитками и т. п. В Европе перелётная птица, зимует на берегах Средиземного моря, в Африке и в тропической Азии.

## Описание
Небольшая цапля, длина тела 55—65 см, размах крыльев 90—106 см, вес 500—600 г. По высоте сравнима с египетской цаплей, но по сравнению с ней выделяется более изящным телосложением. В полёте складывает шею и вытягивает ноги. Оперение чисто-белое (редко встречаются чёрные с белым подбородком цапли — разновидность окраса, называемое «морфой»). Самец в брачный период имеет на затылке длинный хохол из двух нерассученных перьев, а также такой же длины рассученные перья на груди и плечах, называемые «эгретами». Клюв полностью чёрный. Уздечка (пространство между клювом и глазом) неоперённая, в брачный период красноватая, в остальное время года голубовато-серая. Ноги чёрные с жёлтой плюсной. Самки не отличаются от самцов, однако украшающих перьев не имеют. Молодые птицы похожи на взрослых в зимнем наряде, отличаются зеленоватой плюсной.
Малую белую цаплю можно спутать с внешне похожей на неё большой белой цаплей. От последней она отличается значительно меньшими размерами, полностью жёлтой плюсной (у большой белой цапли она лишь слегка желтоватая) и в брачный период полностью чёрным клювом и удлинёнными перьями на груди самцов (в это время у большой белой цапли клюв жёлтый, а эгреты не выражены).
Вне сезона размножения обычно необщительна. В колонии, наоборот, криклива — голос напоминает громкое растянутое карканье. Иногда издаёт короткие хриплые вопросительные звуки. Летает медленно, при этом шею втягивает сильнее, чем большая цапля.

## Распространение

### Ареал

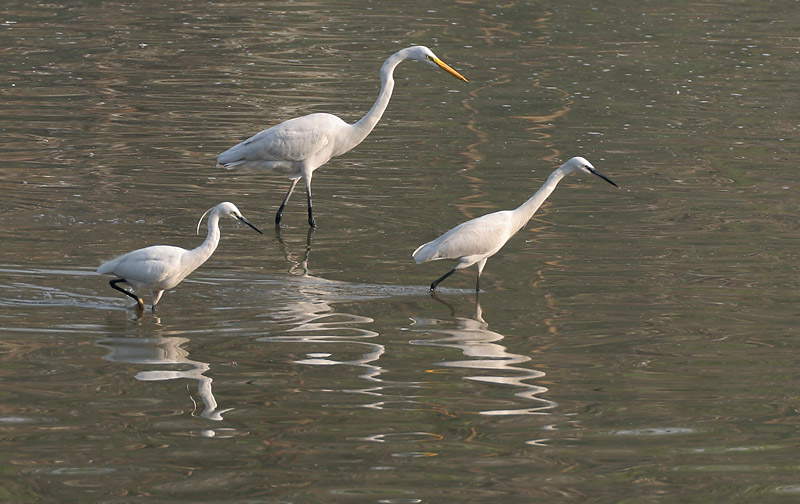
Большая (посередине) и две малые белые цапли

В Европе распространена спорадично на север до южной части Пиренейского полуострова, долины реки Роны во Франции, северной Италии, Венгрии, южной Словакии, Болгарии и Румынии. На Украине и в Молдове встречается в низовьях Днепра и Днестра. В России гнездится в южной части Европейской части приблизительно до 48-й параллели — обычна в прибрежных районах Азовского моря, в долинах Дона, Кубани, Терека, Астраханском заповеднике в дельте Волги. В устье Урала редка. Далее на восток редко селится на северном побережье Аральского моря, в долине Сырдарьи, по западным окраинам Алайского хребта, южным подножиям Гималаев, долине Янцзы, японских островах Хонсю, Кюсю и Сикоку, а также на Тайване. В Африке селится в дельте Нила, на островах Зелёного мыса, Мадагаскаре, спорадично на северо-востоке, востоке и юге континента. Обычна в Индо-Австралийском архипелаге от Зондских островов до Новой Гвинеи, а также в незасушливых районах Австралии.
Начиная со второй половины XX века, малая белая цапля начала гнездиться в Америке. В 1954 году первый такой случай был зарегистрирован на острове Барбадос в Атлантике у берегов Южной Америки, а с 1994 года птица объявилась уже на материке. При этом с каждым годом количество сообщений неуклонно росло, а ареал расширился от Бразилии и Суринама на юге до канадских провинций Ньюфаундленд и Квебек на севере. В Западной Европе цапля нерегулярно селится в более северных широтах, где её раньше никогда не встречали — в Нидерландах (1979 и 1990-е гг.), южной Англии и Уэльсе (с 2002 г.).

### Место обитания
Населяет берега разнообразных водоёмов с пресной, солоноватой или солёной морской водой. Предпочтение отдаёт мелководным незаросшим растительностью местам — открытым болотам, неглубоким озёрам, речным заводям, заливным лугам, морским лагунам с приливами и отливами, оросительным каналам, рисовым полям. Гнездится в мангровых зарослях и эстуариях рек. Вне водоёмов селится в саванне и вблизи пастбищ скота (часто забирается на спину пасущихся коров).

### Миграции
Палеарктические популяции перелётные, зимуют в Африке, Южной и Юго-Восточной Азии. В тропиках оседлая, частично перелётная и кочующая птица.

## Размножение

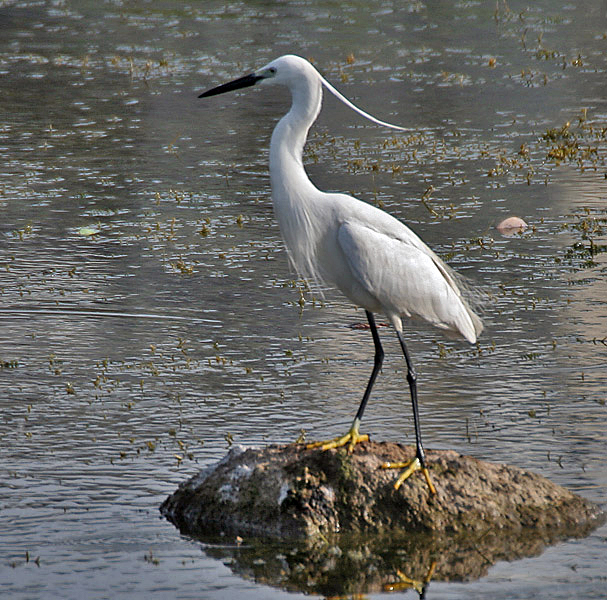
Самец E. g. garzetta в брачном наряде — Хайдарабад, Индия

В Европе и Средней Азии сезон размножения с марта по июль. На остальной части ареала он, как правило, находится в тесной зависимости от сезона дождей. Гнездится колониями — моновидовыми либо совместно с другими болотными птицами — различными цаплями, колпицами и бакланами). Размер смешанных колоний может достигать нескольких тысяч пар, хотя в случае самостоятельного поселения они обычно не превышают 100 пар. Редко встречаются одиночные гнездящиеся пары. Гнездо в виде перевёрнутого конуса с прозрачными стенками шириной 30—35 см, устраивается на заломе камыша или тростника невысоко над поверхностью воды, либо на кустарнике или дереве на высоте до 20 м от земли. В первом случае используются длинные сухие прутики, во втором стебельки трав. На островах Зелёного мыса гнёзда устраиваются на скалах. Иногда новое сооружение не строится, а птицы занимают старые гнёзда других цапель. В обустройстве гнезда заметно распределение обязанностей между птицами — самец добывает строительный материал, а самка укладывает его на место.
В колонии расстояние между двумя соседними гнёздами в среднем составляет 1—4 м, реже менее одного метра. В кладке 2-6, редко 8 яиц (в тропиках кладки обычно меньше). Яйца голубовато-зелёные, со слабым блеском, откладываются с интервалом в сутки или двое. Размер яиц 46×34 мм, вес около 28 г. Насиживание длится 21—25 дней. Сидят по очереди самец и самка, хотя самка проводит в гнезде гораздо больше времени. Появившиеся на свет птенцы покрыты редким белым пухом. Оба родителя кормят их, отрыгивая пищу из клюва в клюв. Уже примерно через 3 недели птенцы покидают гнездо, в светлое время суток перебираясь на соседние ветви дерева. В это период они ещё не способны летать и самостоятельно добывать себе корм, но уже достаточно уверенно чувствуют себя вне гнезда. Способность к полёту появляется через 40—45 дней. Вскоре после этого птенцы навсегда покидают гнездо и держатся стаями на кормовых участках.
Обычно живёт около 5 лет. Максимальная известная продолжительность жизни отмечена во Франции — 22,4 года.

## Численность
По состоянию на 2004 год общая численность в Европе оценивается в 68-94 тыс. пар. Из них: 8-12 тыс. пар в Азербайджане, 7-10 тыс. пар в России, 4,1-4,6 тыс. пар на Украине, 400-500 пар в Молдове, 50-250 пар в Армении. Численность зимующих в Европе птиц составляет более 28 тыс. особей. В большинстве стран численность стабильна или медленно растёт.

## Питание
Основу рациона составляет мелкая рыба длиной до 4 см и весом до 20 г. Кроме того, употребляет в пищу лягушек, водяных и наземных насекомых (жуки, личинки стрекоз, кузнечики, саранча, медведки, сверчки и т. п.), паукообразных, ракообразных (бокоплавы, креветки Palaemonetes spp и др), моллюсков (улитки, двустворчатые моллюски), мелких рептилий и птиц. Кормится на мелководье, в поисках пищи использует разнообразные приёмы — неподвижно караулит добычу из засады или бежит по воде с распростёртыми крыльями и опущенным клювом. В период размножения расстояние от гнезда до кормовой территории может составлять до 7—13 км.

## Враги, неблагоприятные факторы
Малая белая цапля может становиться жертвой крупных хищных птиц — ястребов, орлов, орланов, из млекопитающих — лисиц, волков, бродячих собак. Гнёзда разоряют болотные луни, врановые, крупные чайки, четвероногие хищники лисица, енотовидная собака, шакал, а также крысы. Гнёзда на мелководье могут страдать от кабанов. Так, в одной из колоний возле Лебяжьих островов в результате прохода семьи кабанов было разрушено 11 гнёзд малой белой.
Из абиотических факторов наибольшее отрицательное влияние имеют экстремальные погодные условия. Во время сильных ветров часть гнёзд может разрушаться или затапливаться. Из-за ливней, особенно с градом, нередко погибают кладки и птенцы.
Во многих местах фактором, лимитирующим численность малых белых цапель, служит разрушение среды обитания человеком — вырубка пойменных и прибрежных лесов, осушение болот, затопление плавней вследствие гидростроительства, выкашивание и выжигание тростника, нарушение нормального гидрорежима рек и т. п. Отрицательно сказывается и фактор беспокойства.

## Подвиды
Различают, как минимум, 2 подвида малой белой цапли. Номинативный подвид E. g. garzetta распространён в Европе, Африке и Азии. Подвид E. g. nigripes обитает в Индонезии и Австралазии. Некоторые авторы выделяют ещё один подвид E. g. immaculata для птиц, обитающих в Австралии.
Некоторые другие самостоятельные виды цапель некогда рассматривались как подвиды малой белой цапли. Среди них береговая цапля (Egretta gularis), обитающая в Африке на западном побережье и вдоль берегов Красного моря, а также в прибрежных районах Азии от Ближнего Востока до Индии. Другой вид, ранее признававшийся как подвид малой белой цапли — рифовая цапля (Egretta dimorpha) — распространена в Восточной Африке, на Мадагаскаре, атолле Альдабра и Коморских островах.

## Фото

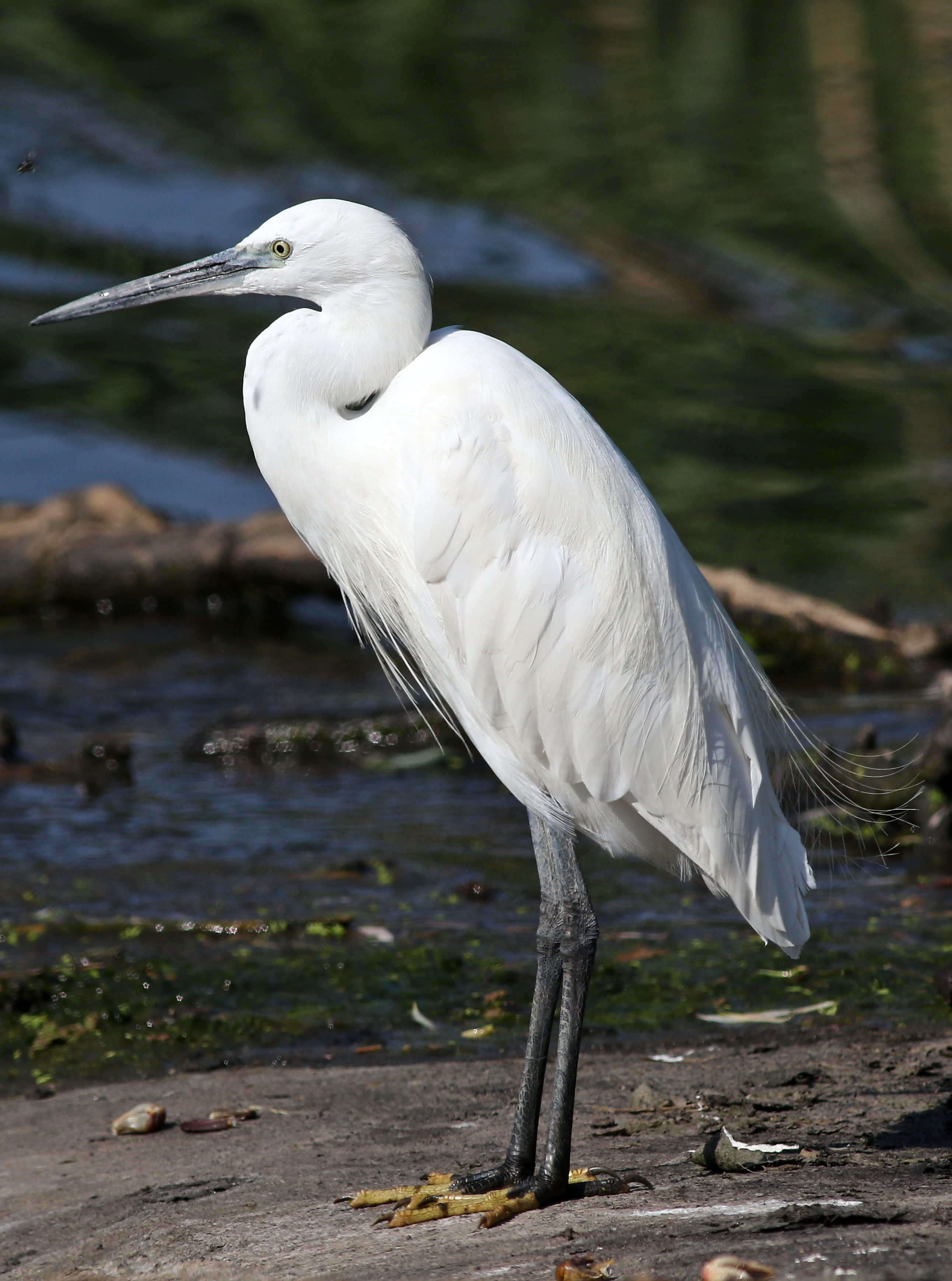
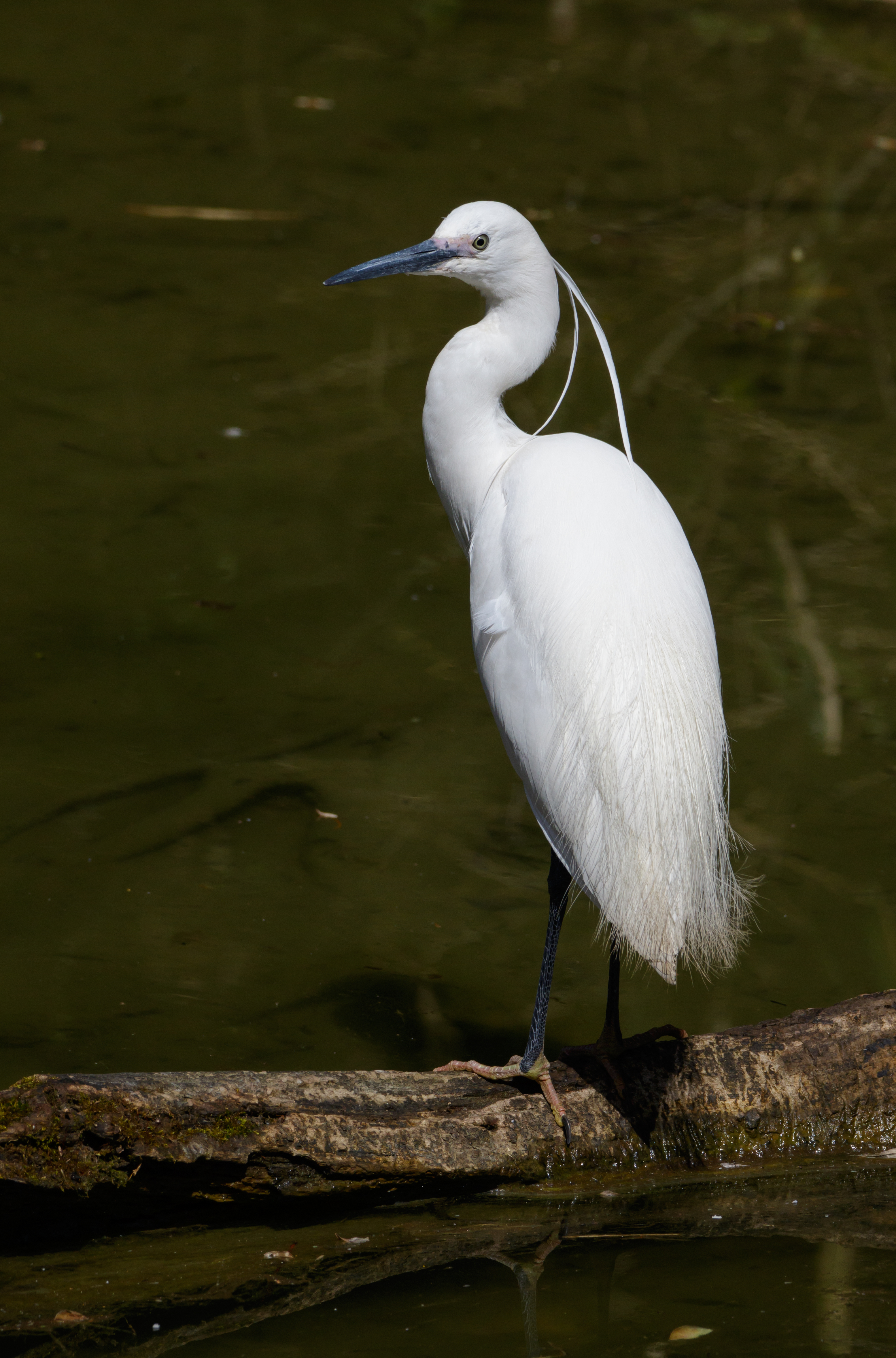
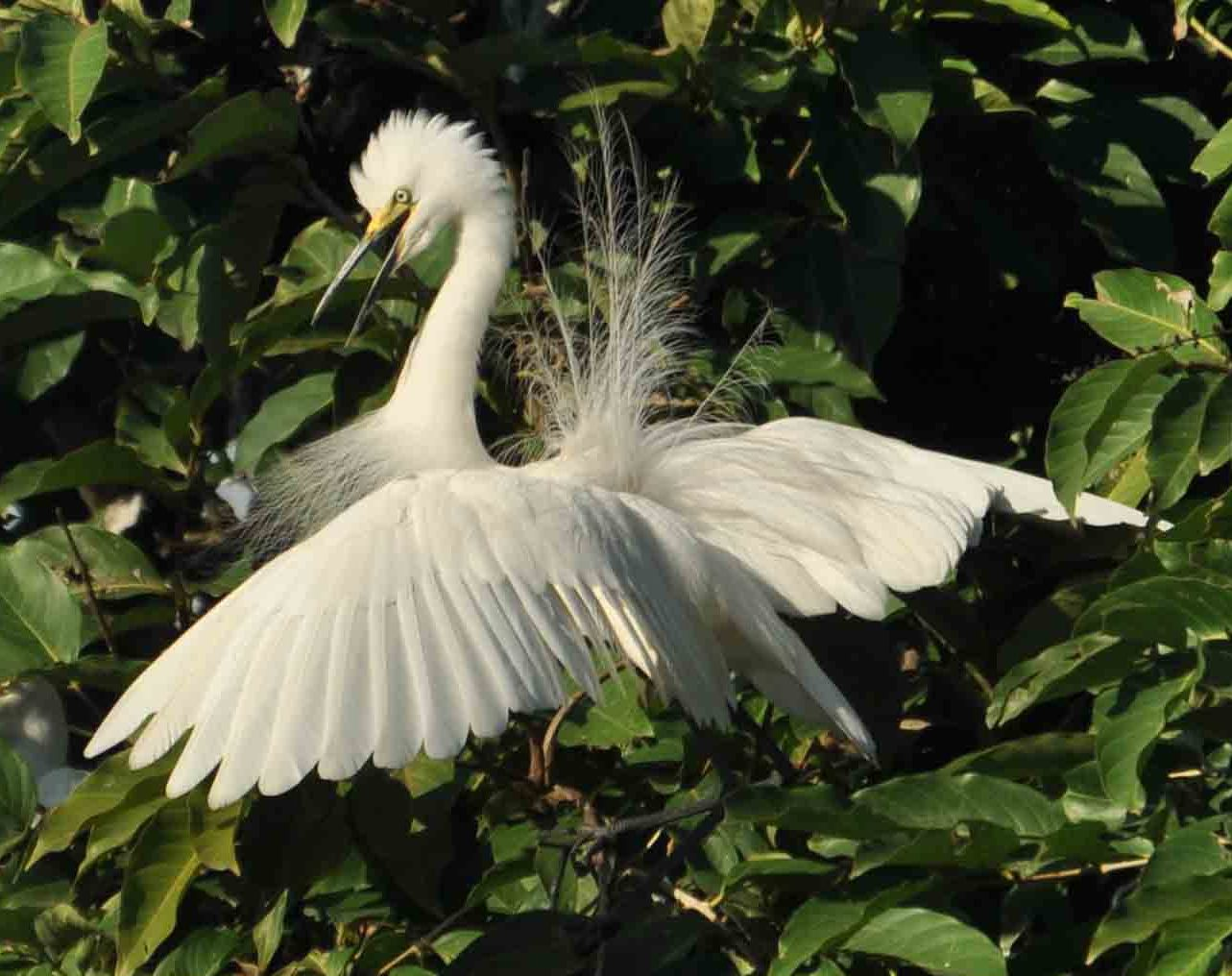
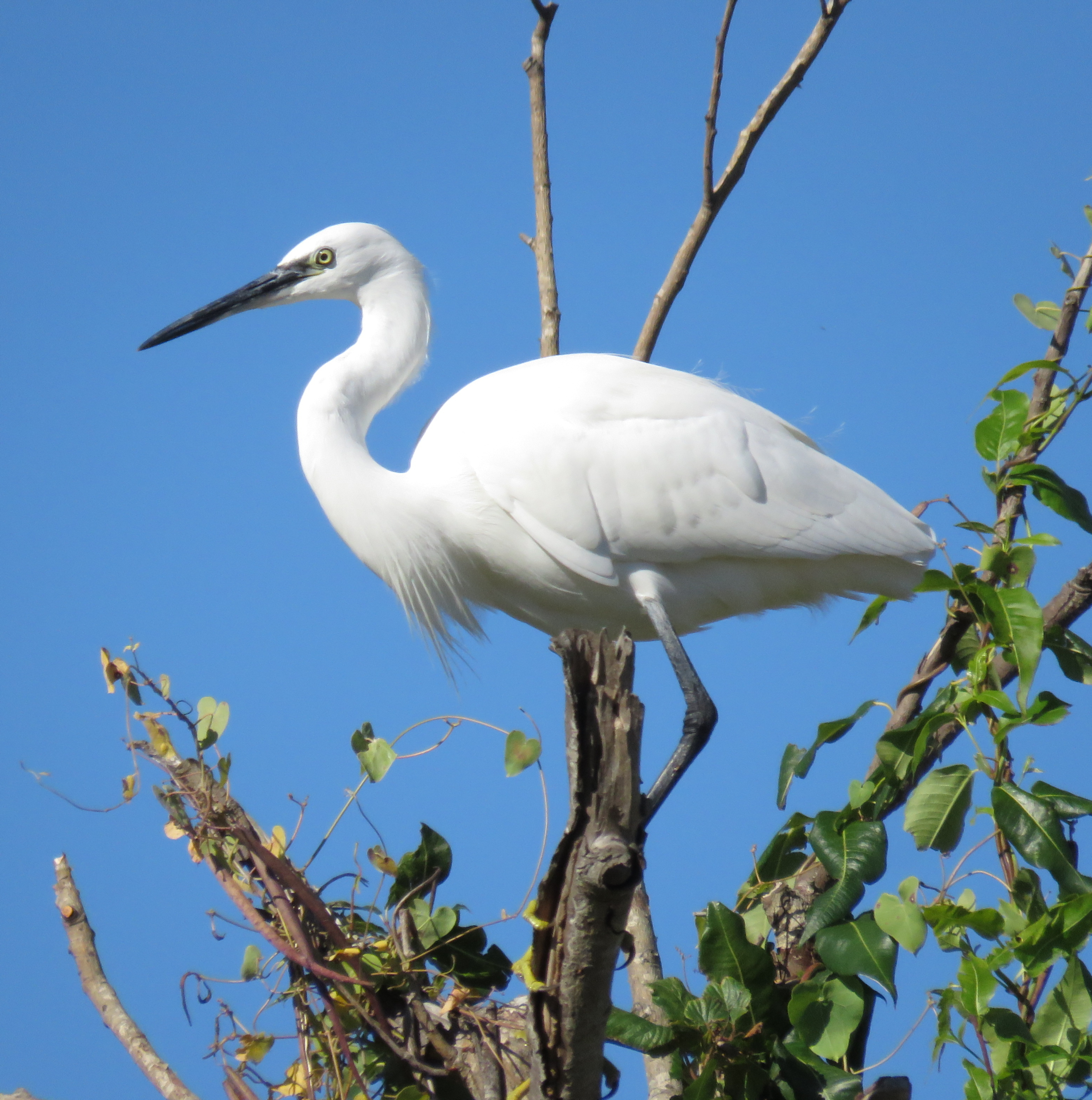
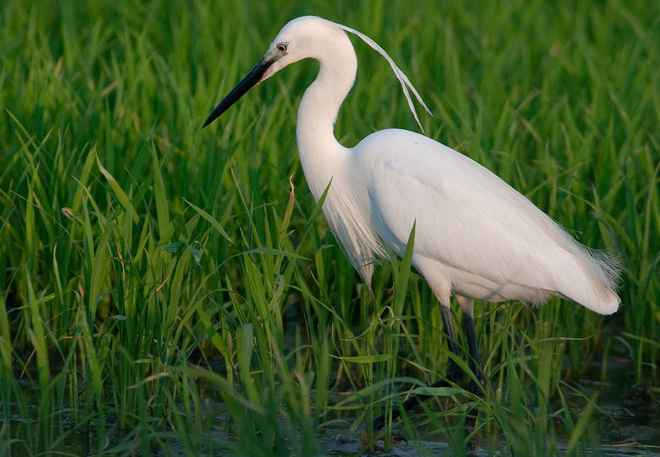
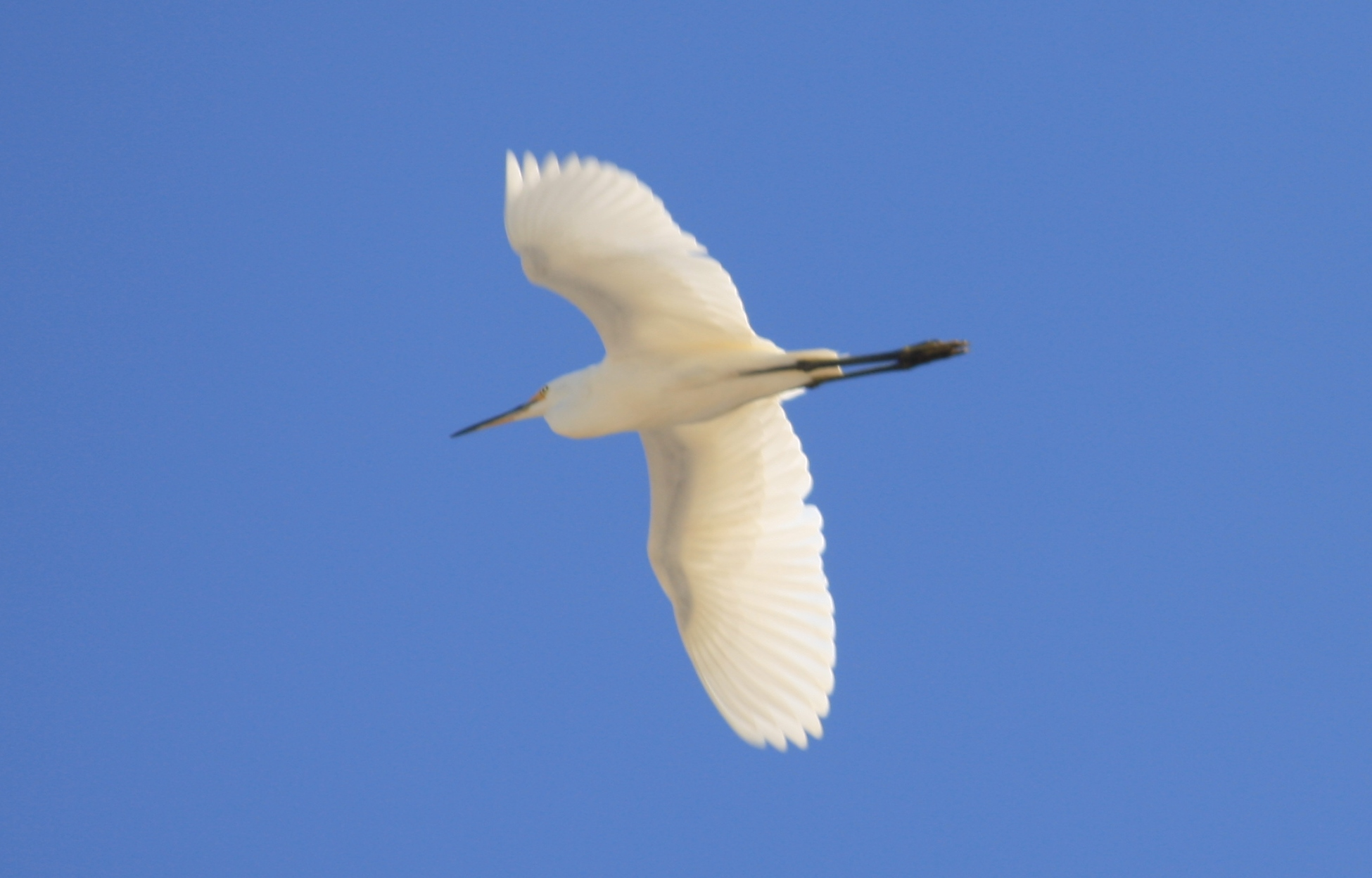
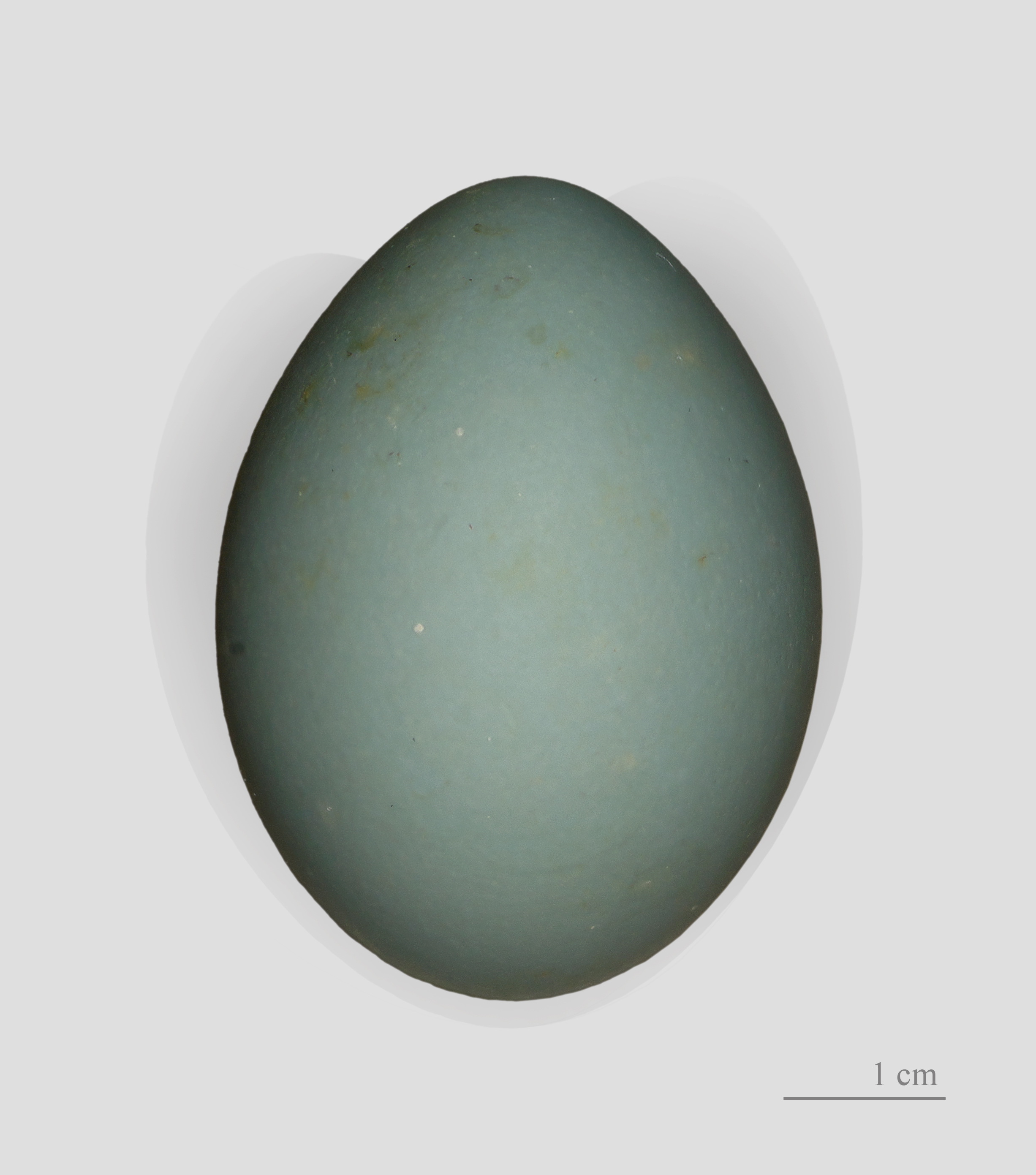
Яйцо